# Kvantitatív szerkezet-hatás összefüggések
QSAR (Quantitative Structure-Activity Relationship) módszer, szerves vegyületek, gyógyszermolekulák kémiai szerkezete és biológiai, toxikológiai vagy farmakológiai hatásai közötti kvantitatív összefüggéseket vizsgálja és lehetővé teszi egy szerkezetileg rokon molekula hatékonyságának matematikai és statisztikai módszerekkel való előrejelzését.
A molekulák biológiai hatékonyságát assay-kel (biológiai próbákkal) mérik
amelyekben meghatározzák a gátlási szintet bizonyos jeltovábbítási vagy metabolikus folyamatokban. A gyógyszerkutatásban gyakran használnak QSAR módszereket olyan szerkezetek azonosításához amelyeknek jó gátló hatásuk van bizonyos specifikus biológiai célpontokon viszont alacsony a toxicitásuk (nem-specifikus aktivitásuk).
Legtöbbször a QSAR módszert egy molekulacsalád enzimmel vagy receptor kötőhellyel való interakciójának vizsgálatára használják de használható fehérjék szerkezeti részeinek egymással való kölcsönhatásának vizsgálatára is.
A 3D-QSAR három dimenziós szerkezet-hatás összefüggések vizsgálatával foglalkozik. Ilyenkor a molekulák 3D szerkezetét (konformációját) vizsgálják.